# Westerfield (Suffolk)
Pour les articles homonymes, voir Westerfield.
Westerfield est un village et une paroisse civile du Suffolk, en Angleterre.